# Lispe miochaeta
Lispe miochaeta este o specie de muște din genul Lispe, familia Muscidae, descrisă de Speiser în anul 1910.
Este endemică în Tanzania. Conform Catalogue of Life specia Lispe miochaeta nu are subspecii cunoscute.